# Musei di Bologna

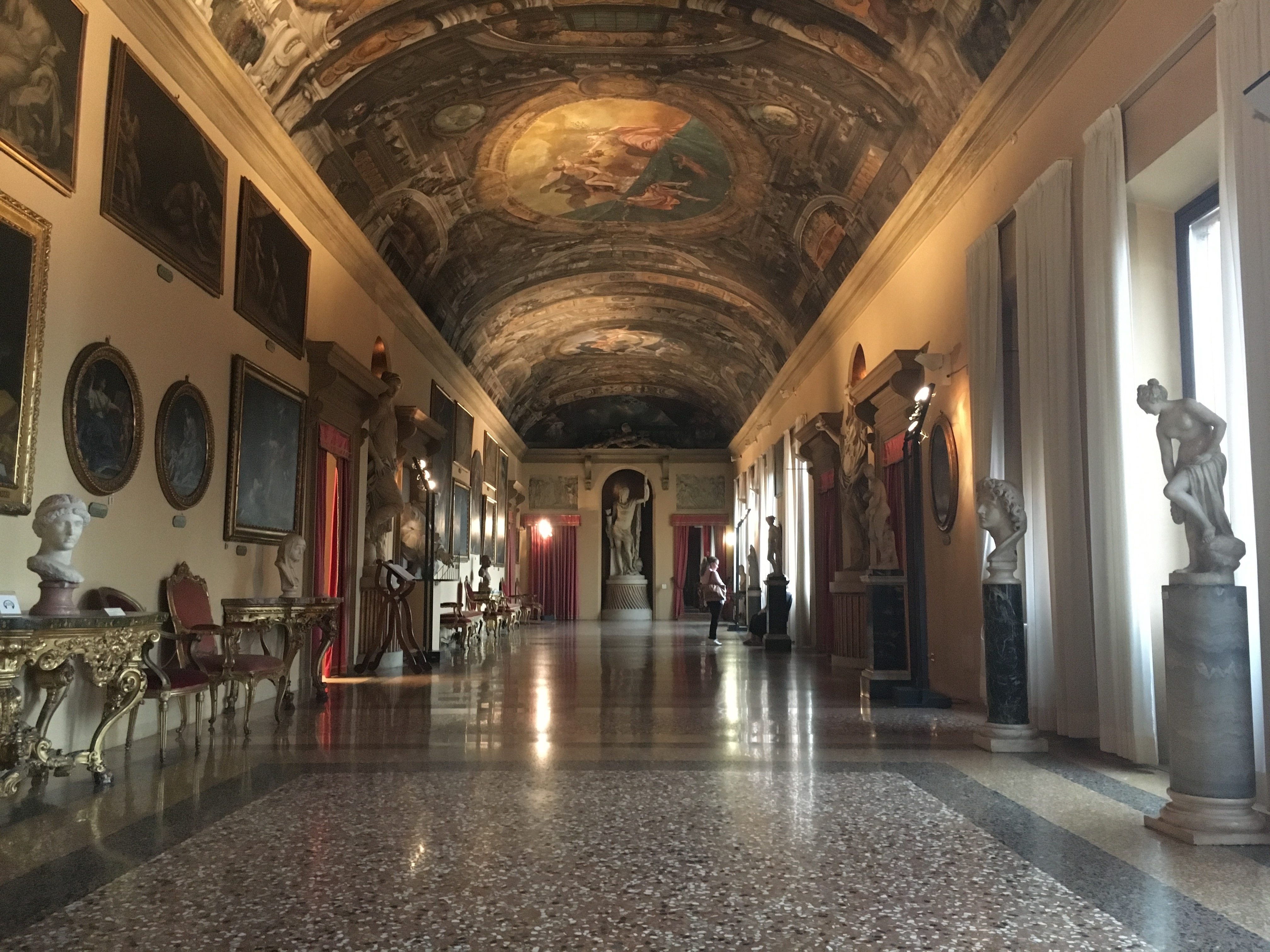
Collezioni comunali d'arte, situate in Palazzo d'Accursio

Nella città di Bologna sono presenti più di quaranta musei, di natura pubblica e privata.

## Storia
Nel 2007 la Galleria d'arte moderna è stata trasferita dall'edificio della GAM, situato nella zona fieristica, all'ex Forno del Pane, prendendo il nome di MAMbo - Museo d'Arte Moderna di Bologna.

### Istituzione Bologna Musei
Istituzione Bologna Musei è stata l'istituzione autonoma del Comune di Bologna, fondata nel 2012 per la gestione e il coordinamento del sistema civico museale.
Istituita nel 2012 ed entrata in funzione a gennaio 2013, Istituzione Bologna Musei ha sostituito i Musei civici bolognesi a seguito di una riorganizzazione delle sue funzioni, dalla razionalizzazione dei servizi all'«inquadramento di un notevole patrimonio in un progetto culturale in un quadro rinnovato e coerente». L'istituzione garantiva «la tutela e la valorizzazione del patrimonio culturale assicurando e sostenendo la sua conservazione e favorendone la pubblica fruizione». Tra le sue finalità ci sono anche la catalogazione e la ricerca.
L'istituzione offriva una serie di servizi per i visitatori e per le scuole, dalle visite guidate ai laboratori, dalle animazioni ai percorsi didattici alla concessione di sale e spazi.
Dopo dieci anni di attività, nel maggio del 2022 il Comune di Bologna ha espresso la volontà di re-internalizzare i musei. Dal 1º luglio 2022 le sue funzioni sono passate al Settore musei civici del comune di Bologna, e l'istituzione ha cessato di esistere.

## Pinacoteca nazionale

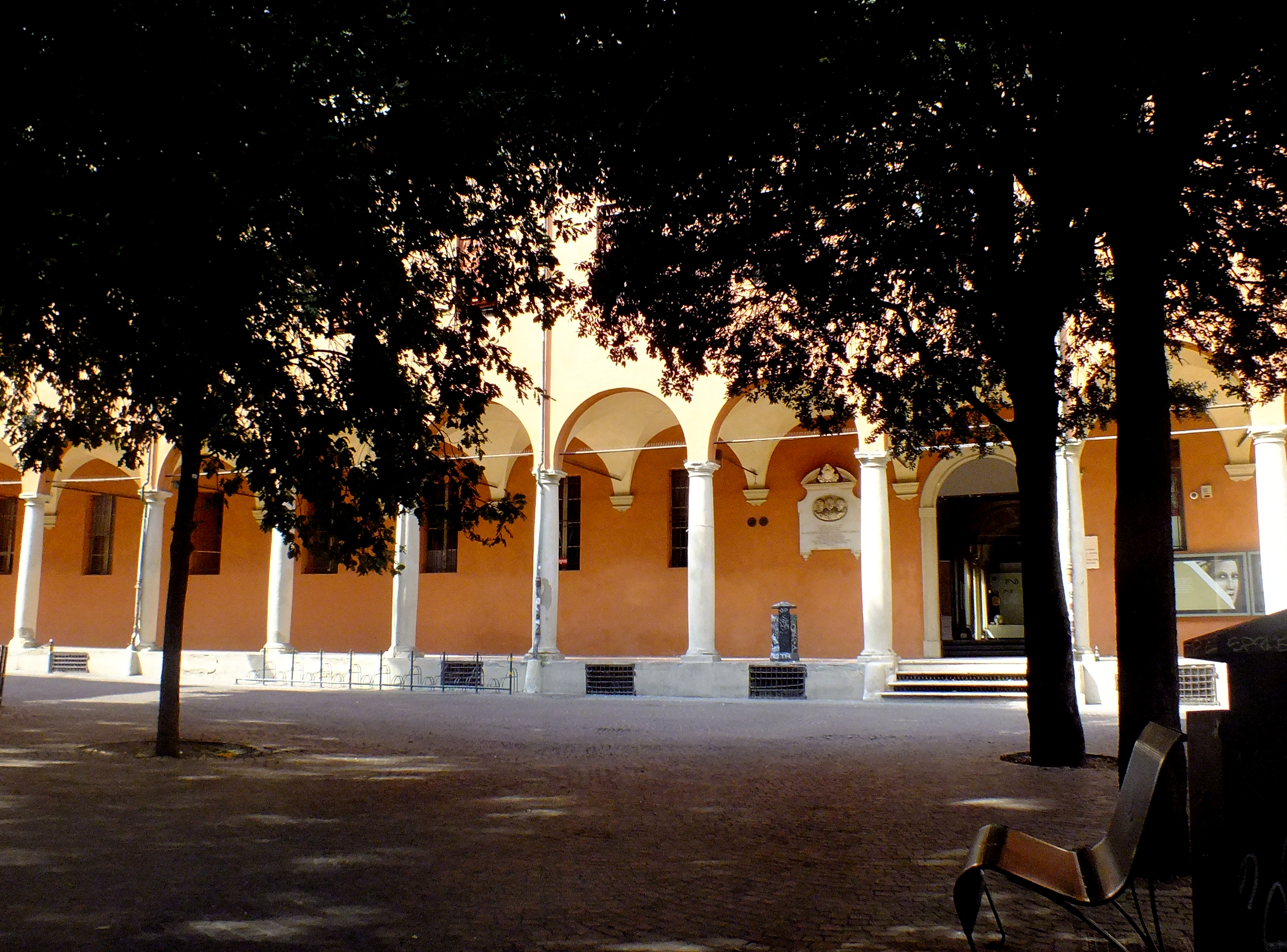
Portico della Pinacoteca nazionale di Bologna

La Pinacoteca Nazionale di Bologna è uno dei musei più importanti della città ed è situata in via Belle Arti. Fu fondata nel 1762 come Accademia Clementina, diventando poi nel 1796 parte delle istituzioni pubbliche della città.
La collezione della Pinacoteca è composta da opere d'arte che vanno dal XIII al XVIII secolo, in particolare del periodo rinascimentale e barocco; tra esse, lavori di artisti come Giotto, Raffaello, Tiziano, Guido Reni e Guercino.
Il museo è stato recentemente sottoposto a un importante progetto di ristrutturazione che ha comportato la realizzazione di una nuova ala espositiva e la riorganizzazione delle sale, in modo da offrire una migliore fruizione dei capolavori presenti nella collezione.

## Musei civici
Nel 2012 venne fondata l'Istituzione Bologna Musei, che entrò in funzione a gennaio 2013. Essa si occupava della gestione dei musei civici, riorganizzati nell'ottica di una razionalizzazione dei servizi e dell'«inquadramento di un notevole patrimonio in un progetto culturale in un quadro rinnovato e coerente».
Scopo dell'istituzione era garantire la tutela e la valorizzazione del patrimonio culturale, assicurando e sostenendo la sua conservazione e favorendone la pubblica fruizione. Tra le sue finalità comparivano anche la catalogazione e la ricerca dei beni culturali. L'istituzione offriva una serie di servizi per i visitatori e per le scuole, dalle visite guidate ai laboratori, dalle animazioni ai percorsi didattici alla concessione di sale e spazi.
Dopo dieci anni di attività, nel maggio del 2022 il Comune di Bologna espresse la volontà di re-internalizzare i musei. Dal 1º luglio 2022 le sue funzioni sono passate al Settore Musei Civici Bologna del comune di Bologna, e l'istituzione ha cessato di esistere.

### Elenco dei musei civici

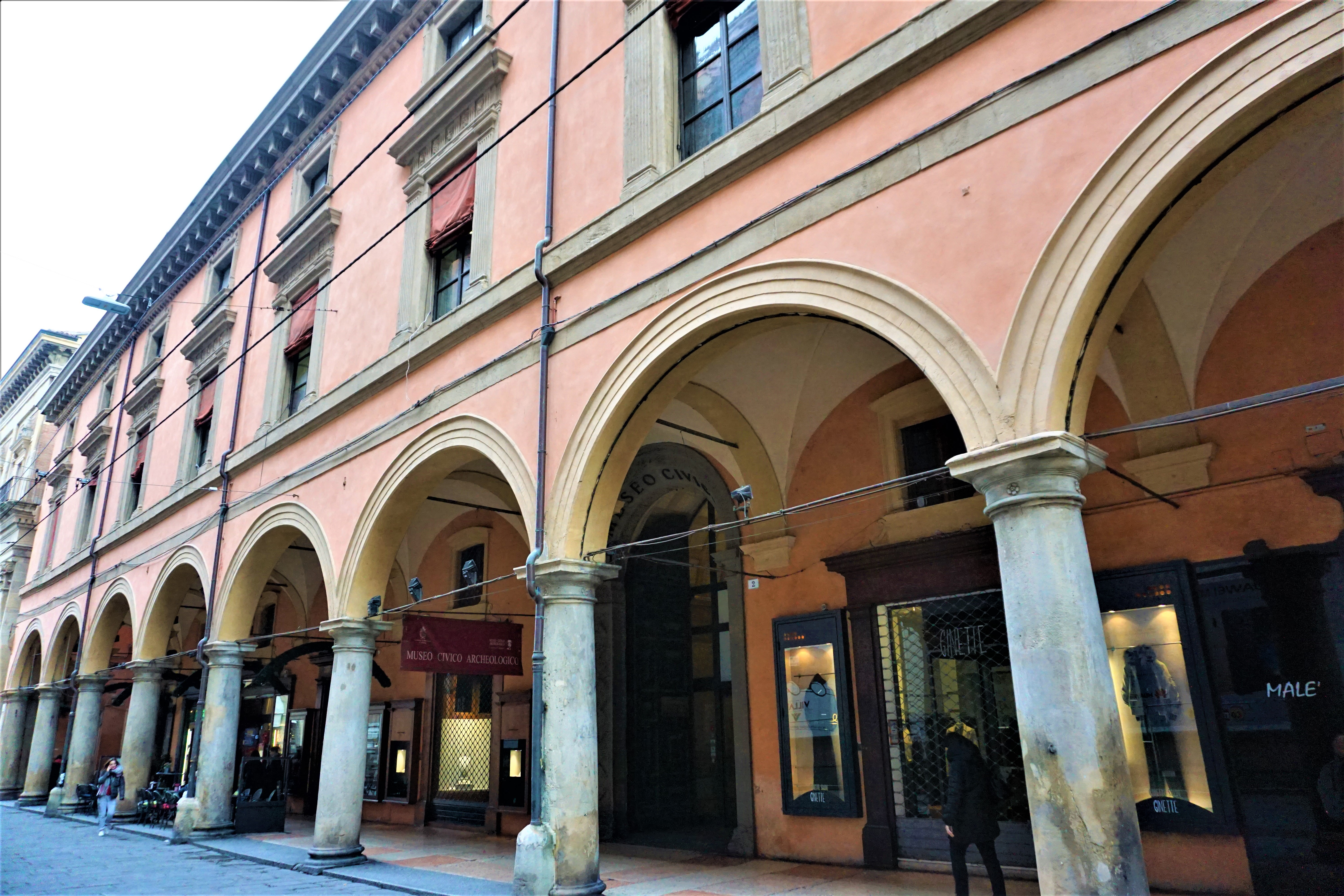
Palazzo Galvani, sede del Museo civico archeologico

I musei civici sono raccolti e suddivisi in sei macro-aree tematiche:
Archeologia
- Museo civico archeologico
L'Area Archeologia, con il Museo Civico Archeologico di Palazzo Galvani come fulcro, ha il compito di coordinare gli sforzi volti alla valorizzazione del patrimonio archeologico della città e del territorio circostante. Grazie a programmi condivisi e convenzioni con la Soprintendenza Archeologica, belle arti e paesaggio per la città metropolitana di Bologna, l'Università di Bologna e altre istituzioni e organizzazioni coinvolte nel settore, l'Area Archeologia si impegna a promuovere la tutela, la conoscenza e la valorizzazione del patrimonio culturale locale, sostenendone la conservazione, la ricerca e la diffusione al pubblico.

Arte antica
- Museo civico medievale, a Palazzo Ghisilardi
- Collezioni comunali d'arte, a Palazzo d'Accursio
- Museo civico d'arte industriale Davia Bargellini, a Palazzo Davia Bargellini
- Museo del tessuto e della tappezzeria "Vittorio Zironi", a Villa Spada
L'area ha come obiettivo principale la valorizzazione e la promozione del patrimonio storico-artistico della città di Bologna e del territorio circostante, coprendo un ampio periodo storico che va dall'alto medioevo all'età moderna. Il coordinamento tra i vari musei civici d'arte antica, ciascuno con la propria sede in edifici storici di rilievo, è finalizzato alla creazione di programmi condivisi e alla stipula di convenzioni con istituzioni e enti che si occupano della tutela e della valorizzazione del patrimonio culturale. Inoltre, l'area si impegna a garantire la conservazione del patrimonio culturale conservato nei musei, favorendo la sua fruizione pubblica attraverso attività di comunicazione e di divulgazione, per far conoscere al grande pubblico la storia e l'arte di Bologna e del territorio circostante.

Area moderna e contemporanea
- MAMbo - Museo d'Arte Moderna di Bologna
- Museo Morandi, collezione e Casa Morandi
- Villa delle Rose
- Museo per la memoria di Ustica
L'Area Arte Contemporanea si impegna a coordinare e promuovere attività che favoriscano la conoscenza, la ricerca e la sperimentazione dell'arte contemporanea, documentando le diverse ricerche estetiche, esperienze artistiche e trasformazioni della cultura visiva attraverso un adeguato complesso espositivo e didattico. Inoltre, l'Area si dedica alla tutela e conservazione del patrimonio artistico, sia attraverso la documentazione di importanti eventi storici nel Museo per la Memoria di Ustica e in Casa Morandi, prezioso riferimento per gli studiosi dell'opera dell'artista bolognese, sia attraverso l'attività espositiva concentrata presso il MAMbo, che dal 2012 ospita anche il Museo Morandi e Villa delle Rose. La Residenza per artisti Sandra Natali fornisce, invece, un supporto logistico ai giovani artisti che si trovano temporaneamente a Bologna per finalità culturali. In questo modo, l'Area Arte Contemporanea promuove la diffusione dell'arte contemporanea e la salvaguardia del patrimonio artistico della città, con l'obiettivo di arricchire la conoscenza e l'apprezzamento dell'arte nel pubblico più ampio.

Musica
- Museo internazionale e biblioteca della musica
L'area Musica ha come obiettivo primario la valorizzazione del patrimonio artistico e librario del Museo internazionale e biblioteca della musica, con sede nel Palazzo Aldini Sanguinetti in Strada Maggiore 34. Attraverso programmi condivisi e convenzioni con l'Università di Bologna, il Conservatorio di musica G.B. Martini, la Fondazione Teatro Comunale e altre istituzioni culturali, l'area si propone di promuovere la cultura musicale nella città e nel territorio. Il Museo della Musica ha quindi un ruolo di coordinamento nell'implementazione di tali iniziative, consolidando una rete di collaborazioni per la valorizzazione del patrimonio artistico e librario e la promozione della cultura musicale.

Patrimonio industriale e cultura tecnica
- Museo del patrimonio industriale
L'area si concentra sulla valorizzazione del patrimonio industriale del territorio attraverso il Museo del Patrimonio Industriale, ubicato nella zona proto-industriale della città lungo il canale Navile, all'interno dell'ex Fornace Galotti. L'obiettivo principale è quello di promuovere l'identità industriale del territorio attraverso la promozione di iniziative finalizzate a rilanciare la cultura tecnico-scientifica e ad aumentare la conoscenza del patrimonio industriale della zona. L'area mira a consolidare una rete di coordinamento e valorizzazione del patrimonio industriale attraverso la creazione di relazioni con i principali attori della produzione industriale della zona, tra cui musei, istituti culturali e altri enti pubblici e privati che si occupano di queste tematiche.

Storia e memoria
- Museo civico e biblioteca del Risorgimento e Certosa di Bologna
L'area "Storia e Memoria" si concentra sulla valorizzazione del patrimonio storico e culturale della città e del territorio. Il fulcro dell'area è il Museo del Risorgimento, che ha la sua sede espositiva a Casa Carducci e la Biblioteca/Archivio nel Palazzo Galvani. Dal 2009, l'area si occupa anche della valorizzazione culturale del Cimitero Monumentale della Certosa, che è stato fondato nel 1801 riutilizzando le strutture dell'antico convento certosino.
L'area disciplinare all'interno dell'Istituzione svolge un ruolo di coordinamento essenziale per la valorizzazione del patrimonio storico e culturale della città e del territorio circostante. Collabora attivamente con altri musei, istituti culturali ed enti che condividono lo stesso obiettivo, allo scopo di promuovere sinergie e partnership nel campo della valorizzazione della storia e della memoria. La sua principale missione è quella di garantire la tutela, la conservazione e la valorizzazione del patrimonio culturale della zona, al fine di promuovere la sua diffusione e la sua fruizione da parte del pubblico.

## Musei universitari

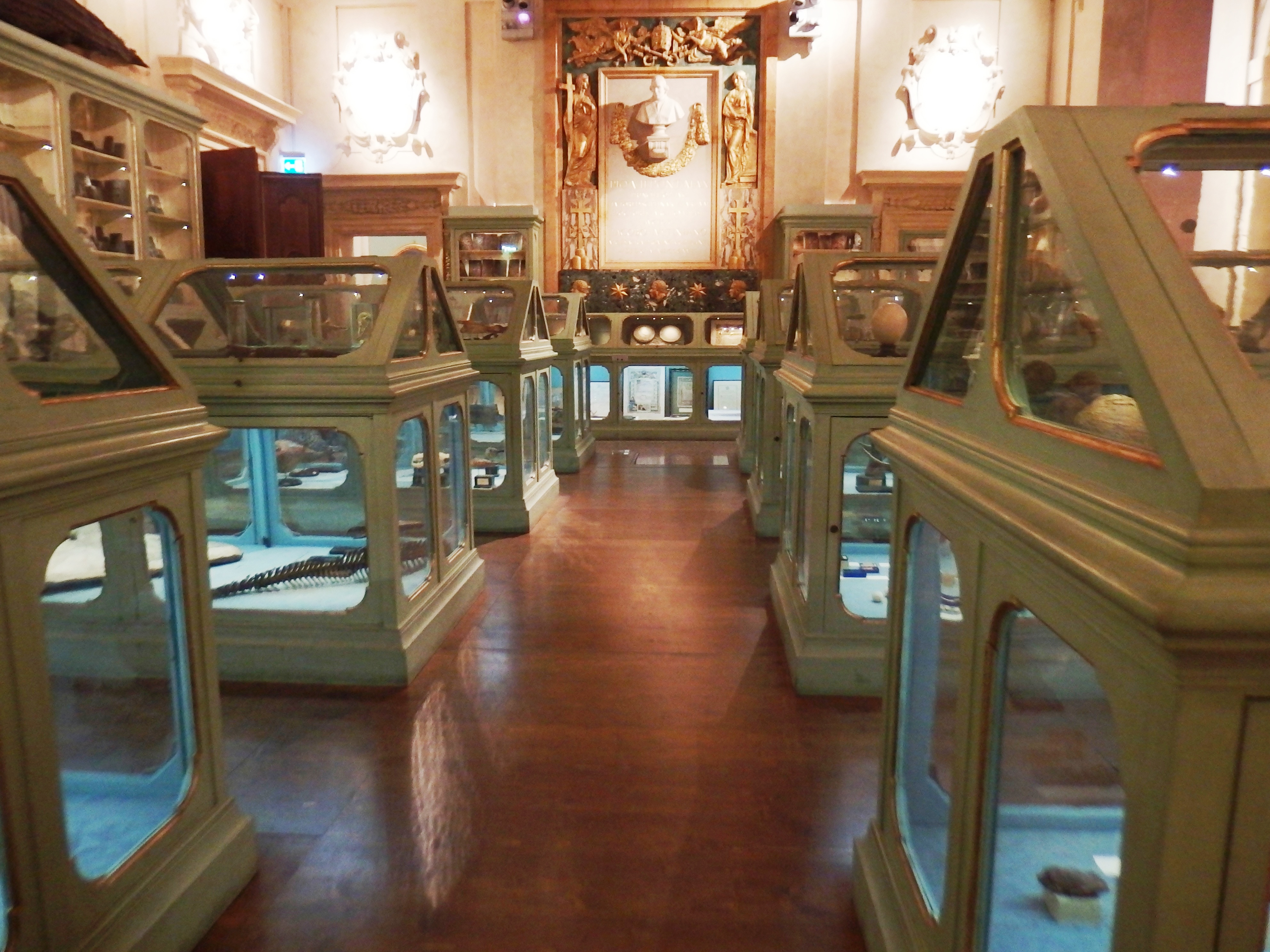
Collezione Aldrovandi, nel Museo di Palazzo Poggi

I quattordici musei e collezioni dell'Università di Bologna sono raggruppati nel Sistema Museale d'Ateneo. Essi sono:
- Museo di palazzo Poggi
- Museo europeo degli studenti - MEuS
- Museo della Specola di Bologna
- Collezione di zoologia
- Collezione di anatomia comparata
- Collezione di antropologia
- Collezione di chimica Giacomo Ciamician
- Museo geologico Giovanni Capellini
- Museo di mineralogia Luigi Bombicci
- Collezione delle cere anatomiche Luigi Cattaneo
- Collezione di fisica
- Orto botanico, erbario e museo botanico
- Collezione di anatomia degli animali domestici (a Ozzano)
- Collezione di anatomia patologica e teratologia veterinaria Alessandrini - Ercolani (a Ozzano)

## Musei privati

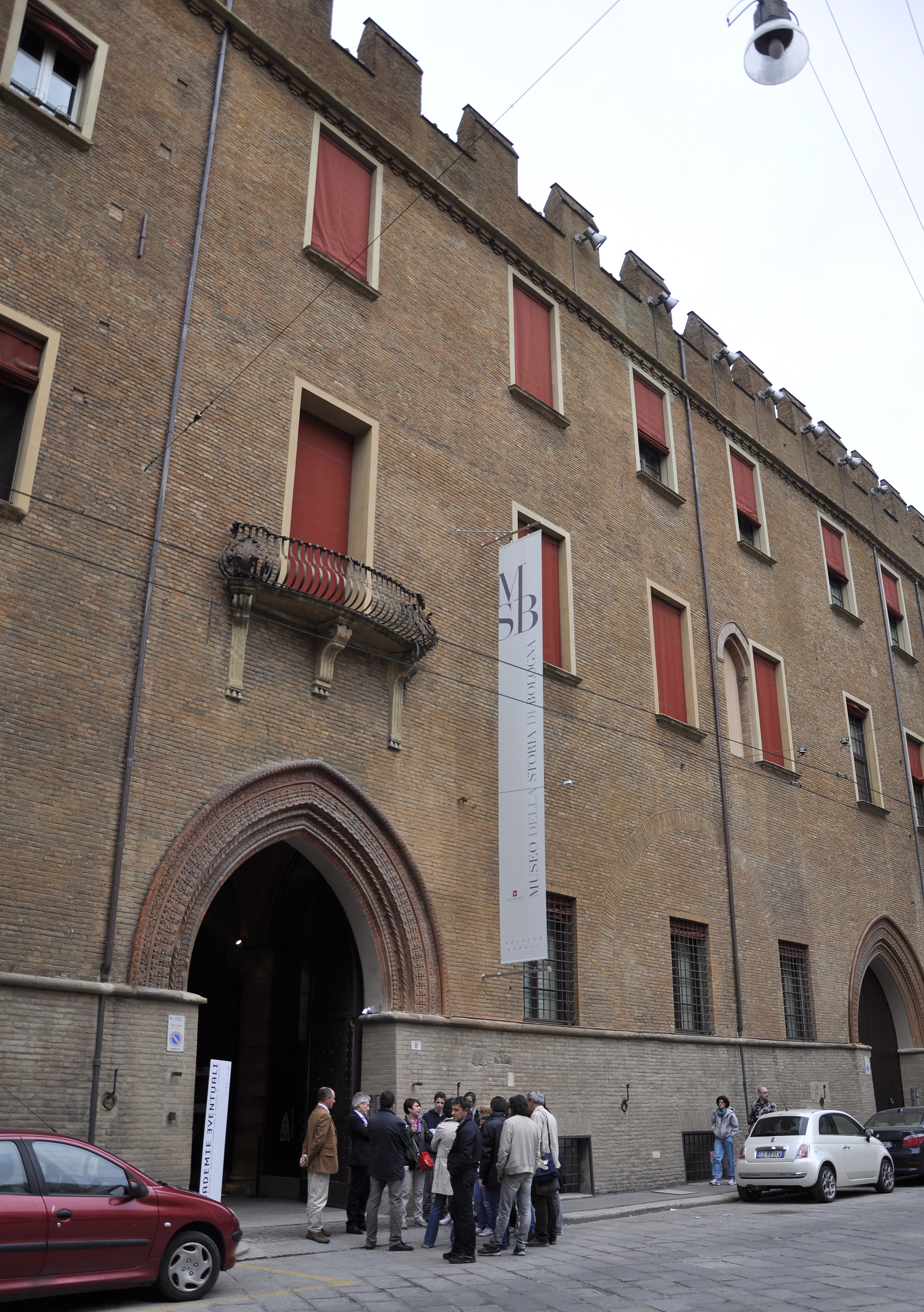
Museo della storia di Bologna in Palazzo Pepoli

- Il MAST. Manifattura di Arti, Sperimentazione e Tecnologia è uno spazio espositivo contemporaneo di proprietà della famiglia Seragnoli.
- Museo Ottocento Bologna

### Genus Bononiae
"Genus Bononiae – Musei della Città" è un'istituzione culturale della Fondazione Cassa di Risparmio in Bologna che gestisce diversi musei e spazi espositivi, indicate nel complesso come Collezioni d'Arte e di Storia:
- Museo della storia di Bologna presso Palazzo Pepoli
- Palazzo delle esposizioni a Palazzo Fava
- Complesso di San Colombano e Collezione Tagliavini
- Santuario e oratorio di Santa Maria della Vita e Museo della sanità e dell'assistenza
- Casa Saraceni
- Casa Carducci[6]
- Casa Lucio Dalla[7]
- Casa museo Gajani[8]
- Casa museo Savini[9]
- Casa - studio Wolfango Peretti Poggi[10]
- Quadreria di Palazzo Rossi Poggi Marsili[11]
- Museo del flipper[12]
- Museo della sanità e dell'assistenza[13]
- Museo della Strumentazione Storica del Liceo Galvani[14]
- Museo delle Bambole Marie Paule Vedrine Andolfatto[15]
- Museo dell’Accademia Filarmonica
- Museo farmacia Toschi
- Museo giardino geologico
- Museo Olinto Marella

- Musei del Giocattolo
- Museo Storico Didattico della Tappezzeria “V. Zironi”
- Museo Tolomeo
- Opificio delle acque
- Museo dell' Ottocento di Bologna
- Museo del basket [16]
- Museo del Bologna calcio[17]
- Museo della storia di Bologna[18]

## Musei religiosi
- Museo della Beata Vergine di San Luca
- Museo della Santa
- Museo di San Domenico
- Museo di San Giovanni in Monte
- Museo di San Giuseppe
- Museo diocesano di San Petronio
- Museo di San Pietro - Tesoro della Cattedrale
- Museo di Santo Stefano
- Museo dell'Osservanza
- Museo ebraico

## Altri musei
Gli altri musei cittadini sono:
- Collezione storica TPER
- CUBO Condividere Cultura
- Donazione Putti e raccolta Rizzoli Codivilla
- Museo apistico
- Museo degli strumenti scientifici "Crescenzi Pacinotti"
- Museo della Resistenza di Bologna
- Museo Ducati
- Museo memoriale della Libertà
- Museo della comunicazione e del multimediale "G. Pelagalli" Mille voci e mille suoni
- Museo missionario d'arte cinese
- Museo speleologico Luigi Fantini
- Museo storico del soldatino "M. Massacesi"
- Museo tattile Anteros
- Museo temporaneo Navile
- Raccolta Lercaro
- Museo indiano nell'Archiginnasio
- Museo archeologico all'aperto in via Bentivogli, detto anche museo archeologico all'aperto della Cirenaica